# Filip Florian

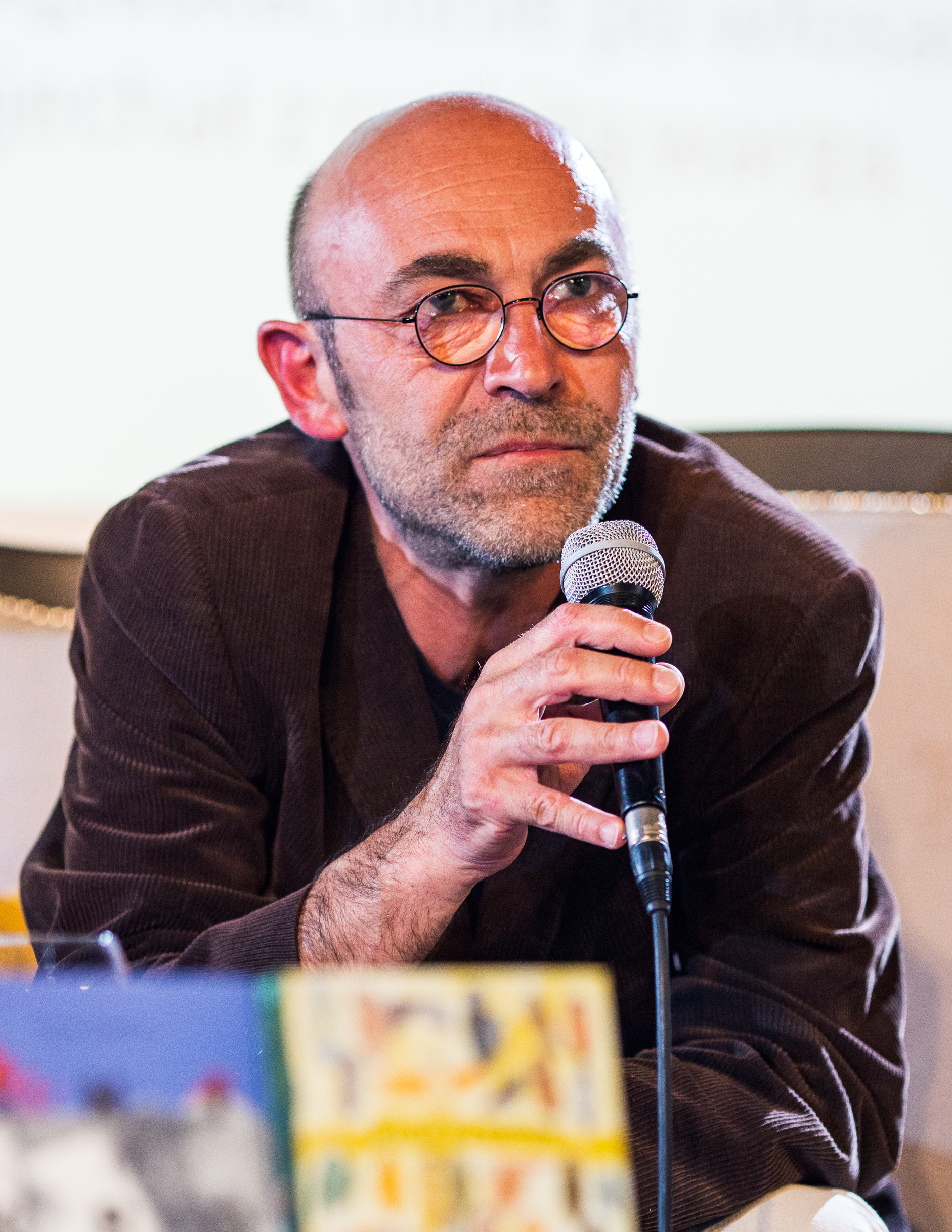
Filip Florian, 2019

Filip Florian (Bucarest, 16 maggio 1968) è uno scrittore e giornalista romeno.

## Biografia
Fra il 1992 e il 1995 è stato redattore presso la sede di Bucarest di Radio Free Europe, e fra il 1995-1999, corrispondente della Deutsche Welle di Bucarest. 
Il suo primo romanzo, Dita Mignole (titolo originale Degete mici, Polirom 2005),  ha ricevuto il Premio per il miglior romanzo di debutto dell'Unione degli Scrittori della Romania, il Premio d'eccellenza per l'esordio nella letteratura dell'UNPR (Unione Nazionale degli Imprenditori Romeni) e il Premio per il miglior romanzo di debutto accordato dalla rivista România literară. Dita mignole è stato tradotto e pubblicato in molti paesi.
Nel 2006 esce il libro di memorie I ragazzi di viale Băiuţ (Băiuţeii, Polirom), scritto insieme al fratello Matei. 
Nel 2008 Filip Florian pubblica il romanzo I giorni del re (Zilele regelui, Polirom). 

## Opere
- Degete mici, romanzo, Polirom, 2005.
- Filip Florian - Matei Florian, I ragazzi di viale Băiuţ (Băiuţeii), romanzo, Polirom, 2006.
- AA.VV., Racconti erotici romeni (Poveşti erotice româneşti), raccolta di racconti, TREI, 2007.
- I giorni del re (Zilele regelui), romanzo, Polirom, 2008.

### Opere pubblicate in Italia
- Dita Mignole, romanzo, Fazi, 2010